# Буди-Длутовські
Буди-Длутовські (пол. Budy Dłutowskie) — село в Польщі, у гміні Длутув Паб'яницького повіту Лодзинського воєводства.
Населення — 262 особи (2011).
У 1975-1998 роках село належало до Пйотрковського воєводства.

## Демографія
Демографічна структура станом на 31 березня 2011 року:
|          | Загалом | Допрацездатний вік | Працездатний вік | Постпрацездатний вік |
| -------- | ------- | ------------------ | ---------------- | -------------------- |
| Чоловіки | 129     | 41                 | 78               | 10                   |
| Жінки    | 133     | 32                 | 67               | 34                   |
| Разом    | 262     | 73                 | 145              | 44                   |